# 밥 데이비드슨

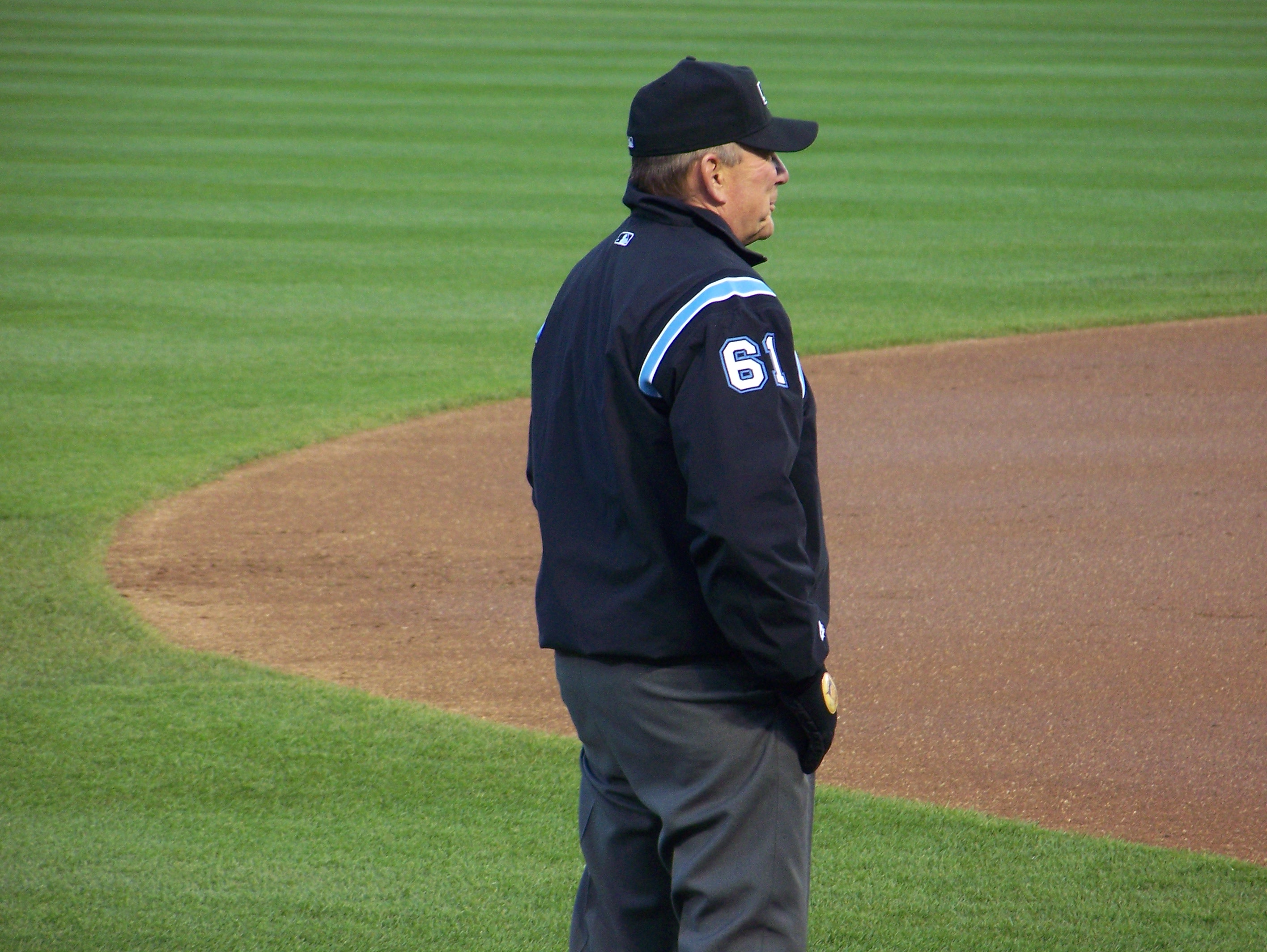
밥 데이비드슨

로버트 앨런 데이비드슨(Robert Allan Davidson, 1952년 8월 3일 ~ )은 미국의 야구 심판이다. 일리노이주 시카고에서 태어났다.

## 심판 경력
1982년부터 1999년까지 메이저 리그의 내셔널 리그에서 심판직을 수행했다. 1999년에 노조 협상 전략의 일부로 사임했으나, 2003년에 마이너 리그 싱글 A의 미드웨스트 리그의 심판으로 복직하였으며 이 후 마이너 리그를 전전하다가 2006년에 월드 베이스볼 클래식의 심판직을 수행하였다. 2007년 1월에 메이저 리그 심판으로 복귀하였다.
메이저 리그에서 심판직을 수행할 때 그는 1992년 월드 시리즈 뿐 아니라 1988년과 1991년부터 1996년까지의 내셔널 리그 챔피언 결정전에서도 심판직을 수행했으며, 1995년과 1998년에는 내셔널 리그 지구 시리즈에서, 1987년과 1993년에는 올스타전에서도 심판직을 수행하였다.
그는 자주 보크를 선언했기 때문에 별명이 보크 밥(Balkin' Bob, Balk-a-day-Bob)이었다.